# العلاقات الإيرانية الوسط إفريقية
العلاقات الإيرانية الوسط أفريقية هي العلاقات الثنائية التي تجمع بين إيران وجمهورية أفريقيا الوسطى.

## مقارنة بين البلدين
هذه مقارنة عامة ومرجعية للدولتين:
| وجه المقارنة                                              | إيران                    | جمهورية أفريقيا الوسطى      |
| --------------------------------------------------------- | ------------------------ | --------------------------- |
| المساحة (كم2)                                             | 1.65 مليون               | 622.98 ألف                  |
| عدد السكان (نسمة)                                         | 79.97 مليون              | 4.66 مليون                  |
| الكثافة السكانية (ن./كم²)                                 | 48.47                    | 7.48                        |
| العاصمة                                                   | طهران                    | بانغي                       |
| اللغة الرسمية                                             | لغة فارسية               | لغة فرنسية، اللغة السانغوية |
| العملة                                                    | ريال إيراني              | فرنك وسط أفريقي             |
| الناتج المحلي الإجمالي (بليون دولار)                      | 439.51 مليار             | 1.95 مليار                  |
| الناتج المحلي الإجمالي (تعادل القوة الشرائية) بليون دولار | 1.36 تريليون             | 3.03 مليار                  |
| الناتج المحلي الإجمالي الاسمي للفرد دولار أمريكي          |                          | 323                         |
| الناتج المحلي الإجمالي للفرد دولار أمريكي                 |                          | 594                         |
| مؤشر التنمية البشرية                                      | 0.766                    | 0.350                       |
| رمز المكالمات الدولي                                      | +98                      | +236                        |
| رمز الإنترنت                                              | .ir،                     | .cf                         |
| المنطقة الزمنية                                           | ت ع م+03:30، توقيت إيران | ت ع م+01:00                 |

## منظمات دولية مشتركة
يشترك البلدان في عضوية مجموعة من المنظمات الدولية، منها:
| علم المنظمة | اسم المنظمة                        | تاريخ انضمام إيران | تاريخ انضمام جمهورية أفريقيا الوسطى |
| ----------- | ---------------------------------- | ------------------ | ----------------------------------- |
|             | مؤسسة التنمية الدولية              | 10 أكتوبر 1960     | 27 أغسطس 1963                       |
|             | يونسكو                             | 6 سبتمبر 1948      | 11 نوفمبر 1960                      |
|             | وكالة ضمان الاستثمار متعدد الأطراف | 15 ديسمبر 2003     | 8 سبتمبر 2000                       |
|             | الأمم المتحدة                      | 24 أكتوبر 1945     | 20 سبتمبر 1960                      |
|             | الفريق المعني برصد الأرض           | ?                  | ?                                   |
|             | الاتحاد البريدي العالمي            | ?                  | ?                                   |
|             | البنك الدولي للإنشاء والتعمير      | 29 ديسمبر 1945     | 10 يوليو 1963                       |
|             | منظمة حظر الأسلحة الكيميائية       | ?                  | ?                                   |
|             | مؤسسة التمويل الدولية              | 28 ديسمبر 1956     | 1 أبريل 1991                        |
|             | منظمة الشرطة الجنائية الدولية      | ?                  | ?                                   |

## وصلات خارجية
- موقع وزارة الخارجية الإيرانية